# ジョセフ・カナタチ
ジョセフ・カナタチ、ジョセフ・ケナタッチ（英語: Joseph A. Cannataci、1961年 - ）は、法学者、マルタ大学教授。専門は情報技術（IT）法。

## 来歴
1979年、デ・ラ・サール大学付属中、高等学校を卒業。1984年、マルタ大学卒業。1986年、同大大学院にて法学博士号を取得。
1987年、オスロ大学にて、IT法の学位を取得。1988年12月から母校のマルタ大学に赴任し、通信技術センターの課長法＆IT研究ユニット長に就任。平行して、2006年、セントラル・ランカシャー大学の法学教授に就任。
2017年時点で、マルタ大学 情報知識学部情報政策＆ガバナンス学科長。

## 活動
2015年7月より、プライバシー権に関する国連特別報告者。2016年、ルイス・ブランダイス・プライバシー賞受賞。
2017年5月18日、日本の「テロ等準備罪」を新設する組織的犯罪処罰法改正案をめぐって、安倍晋三内閣総理大臣宛に書簡
を送付、「プライバシーや表現の自由を過度に制限するおそれがある」などと懸念を表明した。
同年6月21日、組織的犯罪処罰法改正案が公布されたことを受け、「参議院での議論を政府が認めなかったことに失望した」と事実上嘆く発言を表明。